# قاسم‌کند (خیزی)
قاسم‌کند (به لاتین: Qasımkənd) یک منطقه مسکونی در جمهوری آذربایجان است که در شهرستان خیزی واقع شده‌است.